# Istituto svedese di studi classici a Roma

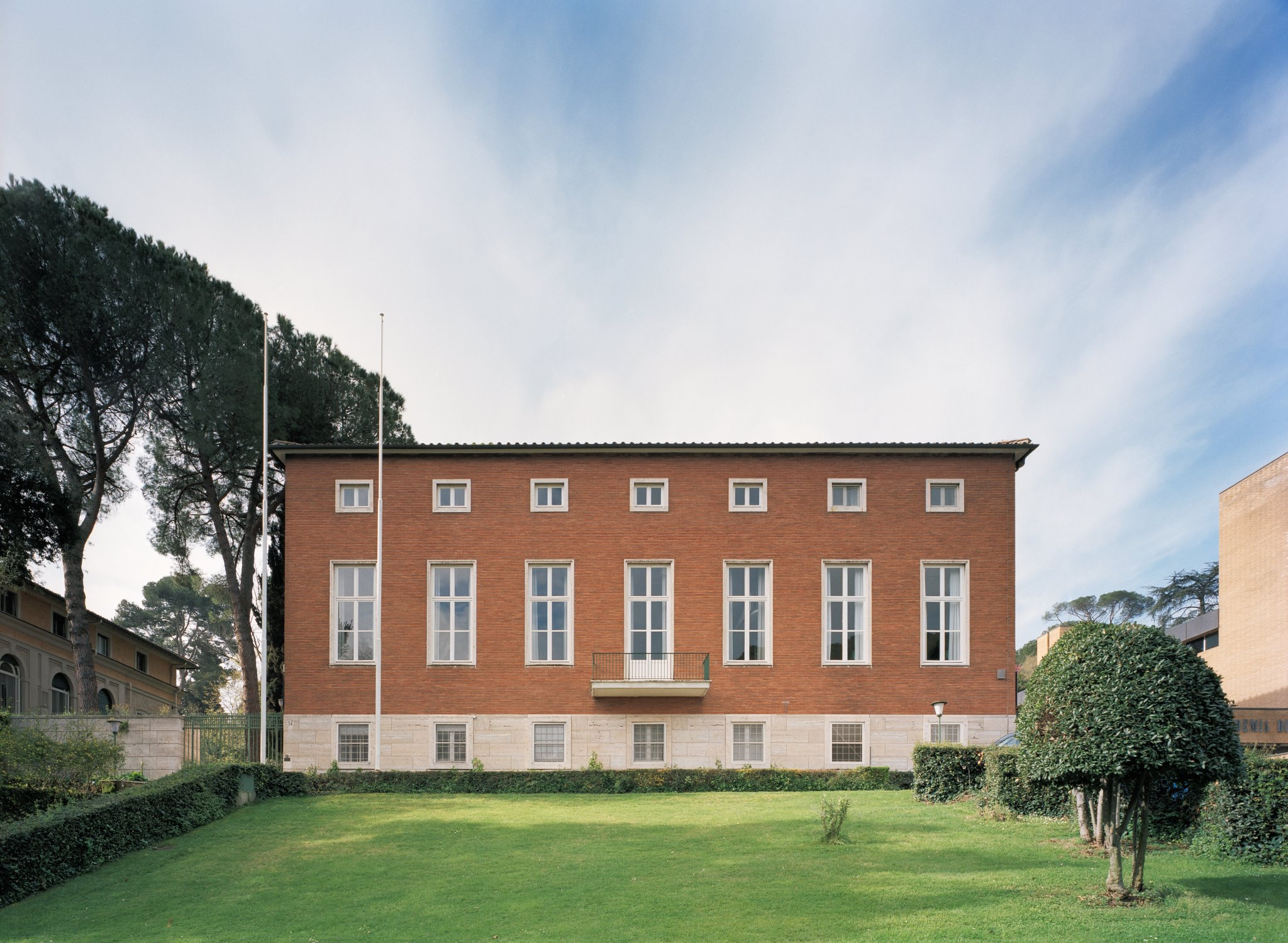
L'Istituto Svedese di Studi Classici a Roma

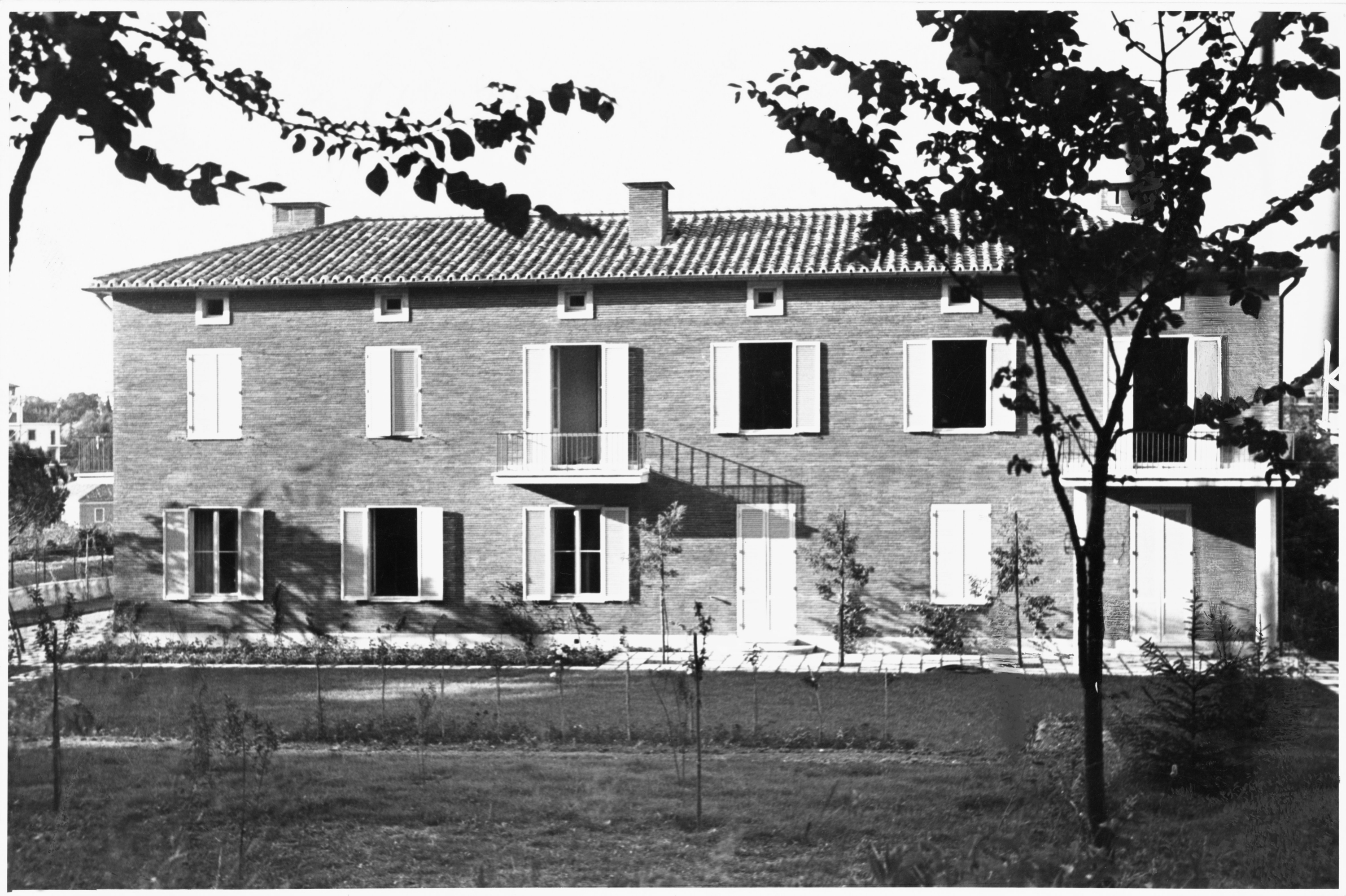
Foto storica dell'Istituto (1941)

L'Istituto svedese di studi classici a Roma promuove la ricerca e l’insegnamento accademico nell’ambito dell’archeologia classica, della filologia classica, della storia dell’arte e dell’architettura, nonché della storia culturale e letteraria, con particolare riguardo all’area geografica del Mediterraneo. L’istituto offre borse di studio annuali e per studenti laureati organizza, in collaborazione con le università svedesi, corsi nelle discipline degli studi classici e della storia dell’arte. L’Istituto Svedese promuove inoltre un dialogo accademico internazionale attraverso l’organizzazione di convegni, conferenze e cicli di seminari. L’Istituto ospita una biblioteca di ricerca, un laboratorio archeologico, stanze e appartamenti per borsisti e ricercatori. Fondato nel 1925 su iniziativa del principe ereditario Gustavo Adolfo, l’Istituto è una fondazione privata finanziata dal Ministero dell’Educazione (Utbildningsdepartementet). Il consiglio di amministrazione e l’ufficio amministrativo hanno sede a Stoccolma.

## Storia
L’Istituto Svedese di Studi Classici a Roma fu fondato nel 1925 su iniziativa del principe ereditario Gustavo Adolfo, che divenne primo presidente del consiglio di amministrazione. Scopo della fondazione dell’Istituto fu quello di promuovere gli studi classici, ma anche più in generale di favorire la ricerca in campo umanistico e artistico. L’attività fu avviata a Roma nel 1926 dal primo direttore, Axel Boëthius, nella sede di via del Boschetto 68. Lo stesso anno si tenne il primo corso di archeologia classica. Nel 1928 l’Istituto si trasferì in un appartamento più grande nel palazzo Brancaccio in via Merulana e nel 1939 ottenne una nuova sede a Valle Giulia, in via Omero, nei pressi di Villa Borghese.
Tra il 1956 e il 1978 furono condotti, sotto la guida dell’Istituto, scavi archeologici nel territorio viterbese: San Giovenale (1956-65), Luni sul Mignone (1960-63), Selvasecca (1965-71) e Acquarossa (1966-78).
Nel 1959 fu istituito un corso di storia dell’arte e nel 1991 il ruolo di docente di storia dell’arte (vicedirettore).
Tra i fondi e le fondazioni che sostengono la ricerca si segnala in particolare la Fondazione Famiglia Rausing.

## L'Edificio

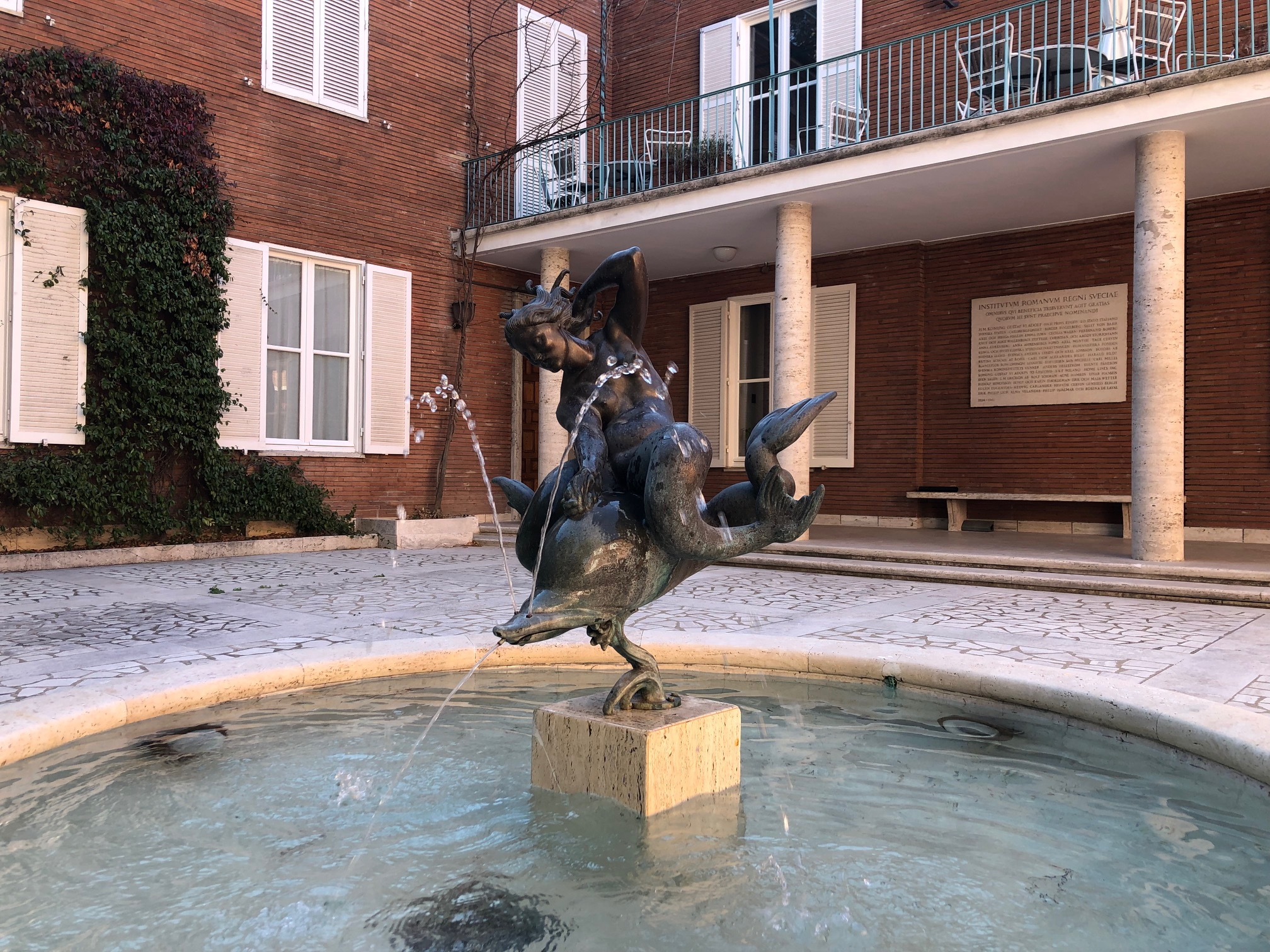
La scultura "Solglitter"

L’edificio fu realizzato in seguito all’accordo stipulato nel 1937 fra lo stato italiano e quello svedese. Il terreno fu donato dallo stato italiano che in cambio ottenne un terreno a Stoccolma per la costruzione di un corrispondente istituto (Istituto Italiano di Cultura). Sia la costruzione dell’edificio originario che della foresteria furono finanziati dalla Fondazione Knut e Alice Wallenbergs Stiftelse. L’ambizione del progetto fu quella di realizzare un edificio in linea con i modelli dell’architettura e dell’arredamento moderni svedesi.
Il principe Eugenio, che presiedeva il comitato deputato alla scelta degli arredi, dipinse e donò all’Istituto una copia del suo noto dipinto “La Nuvola”, collocato nella Sala Conferenze, mentre Olga Milles donò nel 1956 la scultura realizzata dal marito Carl Milles dal titolo “Solglitter” (Bagliore di sole), ad ornamento del cortile dell’istituto. La Foresteria fu edificata nel 1964 su progetto dello studio dell’architetto Anders Tengbom. Negli anni 1987-88, in occasione dei lavori di ristrutturazione su progetto di Bo Myrenberg, fu realizzato un Auditorio, mentre al 2008 risale l’ultimo dei tre magazzini della biblioteca.

## La Biblioteca

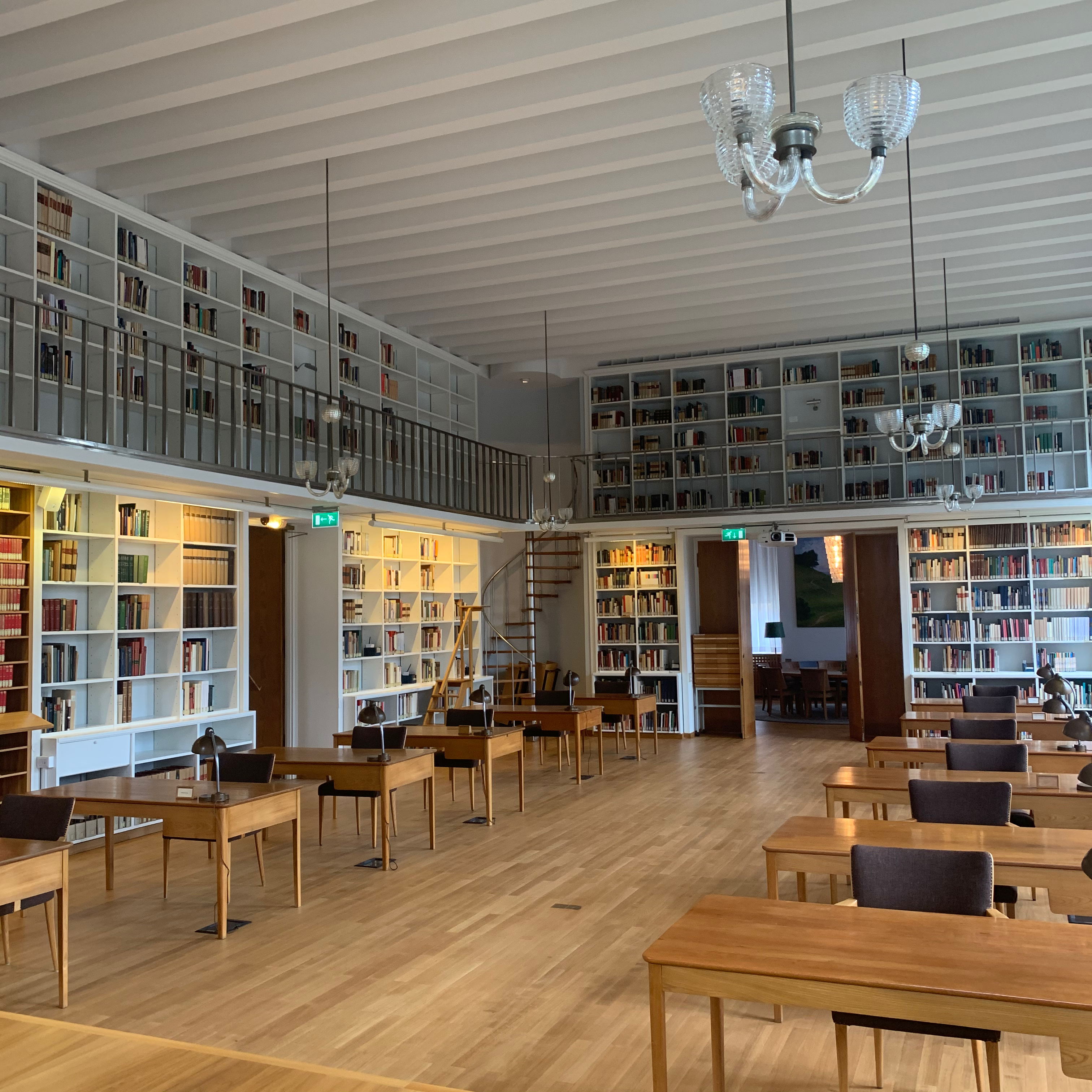
La biblioteca dell'Istituto.

La biblioteca dell’Istituto Svedese di Studi Classici a Roma, comprendente circa 70.000 volumi e 200 riviste correnti, è specializzata in archeologia classica e topografia del Mediterraneo, con particolare riguardo all’Italia e a Roma, in etruscologia, storia dell’arte antica, protostoria, storia antica, filologia classica, storia dell’arte e dell’architettura, restauro e tutela dei beni culturali. Una piccola sezione della biblioteca riguarda archeologia, arte, storia e letteratura della Svezia.
Tra i fondi speciali, la Collezione Bildt, preziosa raccolta di volumi donata all’istituto dagli eredi del Barone Carl Bildt (1850-1931), Ministro di Svezia in Italia, comprende opere sui rapporti culturali tra Svezia e Italia e più particolarmente su Santa Brigida e sulla Regina Cristina di Svezia; la Collezione Hernmarck contiene i volumi di Anders Hernmarck (1916-1978) su Roma e sui viaggi in Italia, mentre la Collezione Yarden, donata da Leon Yarden (1920-1988), riguarda l’ebraismo; la Collezione Hartmann, infine, donata dallo storico dell’arte danese Jørgen Birkedal Hartmann (1910-1998), raccoglie monografie, periodici ed estratti sul Neoclassicismo.

## Direttori
- 1926-1935: Axel Boëthius
- 1935-1940: Einar Gjerstad
- 1940-1948: Erik Sjöqvist
- 1948-1952: Arvid Andrén
- 1952-1953: Axel Boëthius
- 1953-1955: Olov Vessberg
- 1955-1957: Axel Boëthius
- 1957-1961: Erik Welin
- 1961-1964: Bengt E. Thomasson
- 1964-1966: Arvid Andrén
- 1967-1970: Paul Åström
- 1970-1978: Carl Eric Östenberg
- 1979-1997: Carl Nylander
- 1997-2001: Anne-Marie Leander Touati
- 2001-2013: Barbro Santillo Frizell
- 2013-2019: Kristian Göransson
- dal 2019: Ulf R. Hansson